# Драфт НБА 2004 года
Драфт НБА 2004 года проходил 24 июня в театральном зале «Мэдисон-сквер-гардена» в Нью-Йорке, штат Нью-Йорк и был показан телеканалом ESPN в прямом эфире. В драфте приняли участие представителя 56 университетов и старших школ, а также 38 иностранных баскетболистов. 26 мая 2004 года прошла лотерея, где между командами, не попавшими в плей-офф, разыгрывалась очередность выбора. Право первого выбора досталось команде «Орландо Мэджик», имевший самый большой шанс на его получение — 25%. «Лос-Анджелес Клипперс» и «Чикаго Буллз» получили второй и третий выбор соответственно. Как команда расширения команда «Шарлотт Бобкэтс» автоматически получила четвёртый выбор и не участвовала в лотереи. Клуб «Миннесота Тимбервулвз» был отстранён от участия в первом раунде драфта из-за превышения лимита зарплаты.
Перед основным драфтом прошёл драфт расширения, на котором «Шарлотт Бобкэтс» выбрала себе игроков из других команд.
По окончании регулярного чемпионата новичок «Шарлотт Бобкэтс» Эмека Окафор был назван новичком года, а Бенджамин Гордон — лучшим шестым игроком, став первым новичком, завоевавшим этот титул в дебютном сезоне в НБА.

## Легенда
|  | Игроки, выбранные в Зал славы баскетбола                   |
|  | Участники Матча всех звёзд и игроки сборной всех звёзд НБА |
|  | Участники Матча всех звёзд                                 |
|  | Игроки сборной всех звёзд                                  |
|  | Баскетболисты, не игравшие в НБА                           |

## Драфт

### Раунд 1
| Пик | Игрок                  | Национальность         | Клуб                                             | Колледж/Команда                                                     |
| --- | ---------------------- | ---------------------- | ------------------------------------------------ | ------------------------------------------------------------------- |
| 1   | Дуайт Ховард* (C)      | США                    | Орландо Мэджик                                   | Христианская академия юго-западной Атланты (Атланта) (четверогодка) |
| 2   | Эмека Окафор (PF/C)    | США                    | Шарлотт Бобкэтс (от ЛА Клипперс)                 | Коннектикут (третьекурсник)                                         |
| 3   | Бен Гордон (G)         | США · Великобритания   | Чикаго Буллз                                     | Коннектикут (третьекурсник)                                         |
| 4   | Шон Ливингстон (PG)    | США                    | Лос-Анджелес Клипперс (от Шарлотт)               | Старшая школа Пеории (Пеория) (четверогодка)                        |
| 5   | Девин Харрис+ (G)      | США                    | Вашингтон Уизардс (обменян в Даллас)             | Университет Висконсина-Мэдисона (третьекурсник)                     |
| 6   | Джош Чилдресс (G/F)    | США                    | Атланта Хокс                                     | Стэнфордский университет (третьекурсник)                            |
| 7   | Луол Денг (SF)         | Судан · Великобритания | Финикс Санз (обменян в Чикаго)                   | Университет Дьюка (новичок)                                         |
| 8   | Рафаэл Араужо (C)      | Бразилия               | Торонто Рэпторс                                  | Университет Бригама Янга (четверогодка)                             |
| 9   | Андре Игудала (G/F)    | США                    | Филадельфия 76                                   | Аризонский университет (второгодка)                                 |
| 10  | Люк Джексон (SF)       | США                    | Кливленд Кавальерс                               | Орегонский университет (четверогодка)                               |
| 11  | Андрис Биедриньш (F/C) | Латвия                 | Голден Стэйт Уорриорз                            | Сконто Рига (Латвия) 1986                                           |
| 12  | Роберт Свифт (F/C)     | США                    | Сиэтл Суперсоникс                                | Старшая школа Бекерсфилда (Бейкерсфилд) (четверогодка)              |
| 13  | Себастьян Телфэйр (PG) | США                    | Портленд Трэйл Блэйзерс                          | Школа имени Абрахама Линкольна (Бруклин) (четверогодка)             |
| 14  | Крис Хамфрис (F)       | США                    | Юта Джаз                                         | Миннесотский университет (первокурсник)                             |
| 15  | Эл Джефферсон (PF)     | США                    | Бостон Селтикс                                   | Школа Прентисс (Прентисс) (четверогодка)                            |
| 16  | Кирк Снайдер (SG)      | США                    | Юта Джаз (от Нью-Йорк через Финикс)              | Университет Невады в Рино (третьекурсник)                           |
| 17  | Джош Смит (SF)         | США                    | Атланта Хокс (от Милуоки через Денвер и Детройт) | Академия Оак Хилл (Мауф оф Уилсон) (четверогодка)                   |
| 18  | Джей Ар Смит (SG)      | США                    | Нью-Орлеан Хорнетс                               | Подготовительная школа Святого Бенедикта (Ньюарк) (четверогодка)    |
| 19  | Дорелл Райт (SF)       | США                    | Майами Хит                                       | Школа Южного Кента (Коннектикут) (четверогодка)                     |
| 20  | Джамир Нельсон + (PG)  | США                    | Денвер Наггетс (обменян в Орландо)               | Университет Сент Джозеф (четверогодка)                              |
| 21  | Павел Подкользин (C)   | Россия                 | Юта Джаз (от Хьюстона,                           | Варезе (Италия) 1985                                                |
| 22  | Виктор Хряпа (SF)      | Россия                 | Нью-Джерси Нетс (обменян в Портленд)             | ЦСКА Москва (Россия) 1982                                           |
| 23  | Сергей Моня (SG)       | Россия                 | Портленд Трэйл Блэйзерс (от Мемфис)              | ЦСКА Москва (Россия) 1983                                           |
| 24  | Делонте Уэст (PG)      | США                    | Бостон Селтикс (от Далласа)                      | Университет Сент Джозеф (третьекурсник)                             |
| 25  | Тони Аллен (SG)        | США                    | Бостон Селтикс (от Детройта)                     | Оклахома (четверогодка)                                             |
| 26  | Кевин Мартин (SG)      | США                    | Сакраменто Кингз                                 | Западно-Каролинский университет (третьекурсник)                     |
| 27  | Саша Вуячич (SG)       | Словения               | Лос-Анджелес Лейкерс                             | Снайдеро Удине (Италия) 1984                                        |
| 28  | Бено Удрих (PG)        | Словения               | Сан-Антонио Спёрс                                | Олимпия Милан (Италия) 1982                                         |
| 29  | Дэвид Харрисон (C)     | США                    | Индиана Пэйсерс                                  | Колорадский университет в Боулдере (третьекурсник)                  |

### Раунд 2
| Пик | Игрок                  | Национальность           | Клуб                                                               | Колледж/Команда                                          |
| --- | ---------------------- | ------------------------ | ------------------------------------------------------------------ | -------------------------------------------------------- |
| 30  | Андерсон Варежан (F/C) | Бразилия                 | Орландо Мэджик (обменян в Кливленд)                                | Барселона (Испания) 1982                                 |
| 31  | Джексон Вроман (C)     | США                      | Чикаго Буллз (обменян в Финикс)                                    | Университет штата Айова (четверогодка)                   |
| 32  | Питер Джон Рамос (C)   | Пуэрто-Рико              | Вашингтон Уизардс                                                  | Caguas (Пуэрто Рико) 1985                                |
| 33  | Лайонел Чалмерс (PG)   | США                      | Лос-Анджелес Клипперс (от Шарлотт)                                 | Ксавьер (четверогодка)                                   |
| 34  | Донта Смит (SF)        | США                      | Атланта Хокс                                                       | Юго-восточный Иллинойский колледж (второгодка)           |
| 35  | Андре Эмметт (F/G)     | США                      | Сиэтл Суперсоникс (от ЛА Клипперс, traded to Memphis)              | Техасский технологический университет (четверогодка)     |
| 36  | Антонио Бёркс (PG)     | США                      | Орландо Мэджик (от Финикса,                                        | Университет Мемфиса (четверогодка)                       |
| 37  | Ройал Айви (PG)        | США                      | Атланта Хокс (от Филадельфии)                                      | Техасский университет в Остине (четверогодка)            |
| 38  | Крис Дюхон (PG)        | США                      | Чикаго Буллз (от Торонто)                                          | Университет Дьюка (четверогодка)                         |
| 39  | Альберт Миральес (PF)  | Испания                  | Торонто Рэпторс (от Кливленда,                                     | Розето Баскет (Италия) 1982                              |
| 40  | Джастин Рид (SF)       | США                      | Бостон Селтикс                                                     | Университет Миссисипи (четверогодка)                     |
| 41  | Дэвид Янг (G)          | США                      | Сиэтл Суперсоникс                                                  | Центральный университет Северной Каролины (четверогодка) |
| 42  | Виктор Саникидзе (SF)  | Грузия                   | Атланта Хокс (от Голден Стэйт через Филадельфию и Орландо,         | Дижон (Франция) 1986                                     |
| 43  | Тревор Ариза (SF)      | США                      | Нью-Йорк Никс                                                      | Калифорнийский университет в Лос-Анджелесе (новичок)     |
| 44  | Тим Пикетт (SG)        | США                      | Нью-Орлеан Хорнетс                                                 | Университет штата Флорида (четверогодка)                 |
| 45  | Бернард Робинсон (SF)  | США                      | Шарлотт Бобкэтс (от Милуоки)                                       | Мичиганский университет (четверогодка)                   |
| 46  | Ха Сынджин (C)         | Республика Корея         | Портленд Трэйл Блэйзерс                                            | Университет Ёнсе (Республика Корея) 1985                 |
| 47  | Пэйп Соу (PF)          | Сенегал                  | Майами Хит (обменян в Торонто)                                     | Калифорнийский университет в Фулертоне (четверогодка)    |
| 48  | Рики Минард (SG)       | США                      | Сакраменто Кингз (от Юты)                                          | Морехедский университет (четверогодка)                   |
| 49  | Сергей Лищук (PF)      | Украина                  | Мемфис Гриззлис (от Денвера через Орландо)                         | Химик (Украина) 1982                                     |
| 50  | Василис Спанулис (PG)  | Греция                   | Даллас Маверикс (от Хьюстона через Денвер,                         | Марусси (Греция) 1982                                    |
| 51  | Кристиан Дрейер (SF)   | Дания                    | Нью-Джерси Нетс                                                    | Барселона (Испания) 1982                                 |
| 52  | Ромен Сато (SG)        | ЦАР                      | Сан-Антонио Спёрс (от Мемфиса)                                     | Университет Ксавьера (четверогодка)                      |
| 53  | Мэтт Фрейдж (SF)       | США                      | Майами Хит (от Далласа)                                            | Вандербильт (четверогодка)                               |
| 54  | Рики Полдинг (SG)      | США                      | Детройт Пистонс                                                    | Миссури (четверогодка)                                   |
| 55  | Луис Флорес (PG)       | Доминиканская Республика | Хьюстон Рокетс (от Сакраменто через Юту, вГолдэн Стэйт via Dallas) | Колледж Манхэтана (четверогодка)                         |
| 56  | Маркус Даутхит (PF)    | США                      | Лос-Анджелес Лейкерс                                               | Колледж Провиденса (четверогодка)                        |
| 57  | Сергей Караулов (C)    | Россия                   | Сан-Антонио Спёрс                                                  | Саха-Якутия                                              |
| 58  | Блейк Степп (PG)       | США                      | Миннесота Тимбервулвз                                              | Университет Гонзага (четверогодка)                       |
| 59  | Рашад Райт (G)         | США                      | Индиана Пэйсерс                                                    | Джорджия (четверогодка)                                  |